# (4390) Madreteresa
(4390) Madreteresa est un astéroïde de la ceinture principale.

## Description
(4390) Madreteresa est un astéroïde de la ceinture principale. Il fut découvert le 5 avril 1976 à El Leoncito par l'Observatoire Félix-Aguilar. Il présente une orbite caractérisée par un demi-grand axe de 2,40 UA, une excentricité de 0,24 et une inclinaison de 10,7° par rapport à l'écliptique.

## Nom
L'astéroïde a été nommé en mémoire d'Ines Gonxha Bojaxhiu (1910-1997), Albanaise née dans l'Empire ottoman (actuelle Macédoine du Nord), plus connue sous le nom de Mère Teresa de Calcutta, qui a consacré sa vie à aider les personnes malades, sans ressources et sans abri, d'abord en Inde puis dans le reste du monde. Parmi les nombreuses marques de reconnaissance publique, la Mère Teresa reçut, en 1979, le prix Nobel de la paix.

## Compléments